# Дальня Кубасова
Да́льня Куба́сова (рос. Дальняя Кубасова) — село у складі Шатровського району Курганської області, Росія. Адміністративний центр Дальньокубасовської сільської ради.
Населення — 203 особи (2010, 325 у 2002).
Національний склад станом на 2002 рік: росіяни — 95 %.